# أندريه مورايس
أندريه مورايس (بالبرتغالية: André Moraes‏) هو ملحن ومنتج أسطوانات وعازف بيانو وممثل برازيلي، ولد في 6 مارس 1977 في البرازيل.

## وصلات خارجية
- أندريه مورايس على موقع IMDb (الإنجليزية)
- أندريه مورايس على موقع ميوزك برينز (الإنجليزية)
- أندريه مورايس على موقع ديسكوغز (الإنجليزية)
- أندريه مورايس على موقع قاعدة بيانات الفيلم (الإنجليزية)